# 柔毛菝葜
柔毛菝葜（学名：Smilax chingii），为百合科菝葜属下的一个植物种。